# 希兹里·阿巴卡罗夫
希兹里·穆罕默多维奇·阿巴卡罗夫（羅馬化：Khizri Magomedovich Abakarov；1960年6月28日—）是俄罗斯政治人物，第八届国家杜马代表。1999年，他作为苏莱曼·克里莫夫的副助理开始了他的政治生涯。2018年10月16日，他被任命为杰尔宾特镇区长。2020年11月10日，他卸任，出任达吉斯坦共和国国务秘书。自2021年9月19日起，他担任国家杜马代表。
2011年至2013年，他监督了安郅竞技场（位于达吉斯坦卡斯皮斯克）的建设。

## 制裁
阿巴卡罗夫于2022年因俄乌战争而受到英美等国制裁。

## 荣誉
- 友谊勋章（2021年）[1]
- 达吉斯坦共和国服务勋章（英语：Order For Services to the Republic of Dagestan）[9]